# Мещерський Борис Борисович
Князь Борис Борисович Мещерський (1850–1904) — російський державний діяч, полтавський губернський очільник дворянства, саратовський губернатор, шталмейстер.

## Життєпис
Народився 15 (27) березня 1850 року. Походив зі старовинного княжого роду Мещерських. Син тверського предводителя дворянства камергера Бориса Мещерського (1818—1884). Мати — Софія Мещерська, до шлюбу Оболенська (1822—1891). Дід — командир епохи наполеонівських воєн генерал-майор Василь Оболенський.
В 1871 році закінчив Імператорське училище правознавства, був призначений на службу до департаменту Міністерства юстиції і відряджений для занять до Віленської з'єднаної палати кримінального цивільного суду, а в 1873 році призначений членом цієї палати. У 1875 році визначений чиновником особливих доручень VI класу при Міністерстві юстиції. Того ж року призначений у звання камер-юнкера Високого Двору та відряджений для сприяння Міністерству юстиції при вжитті заходів для введення судової реформи у Царстві Польському. У 1877 році відряджений у кримінальне відділення департаменту Міністерства юстиції для зайняття з провадження справ про державні злочини, потім відряджений до канцелярії того ж міністерства на допомогу до керуючого цією канцелярією, а також для виправлення у разі потреби його посади.

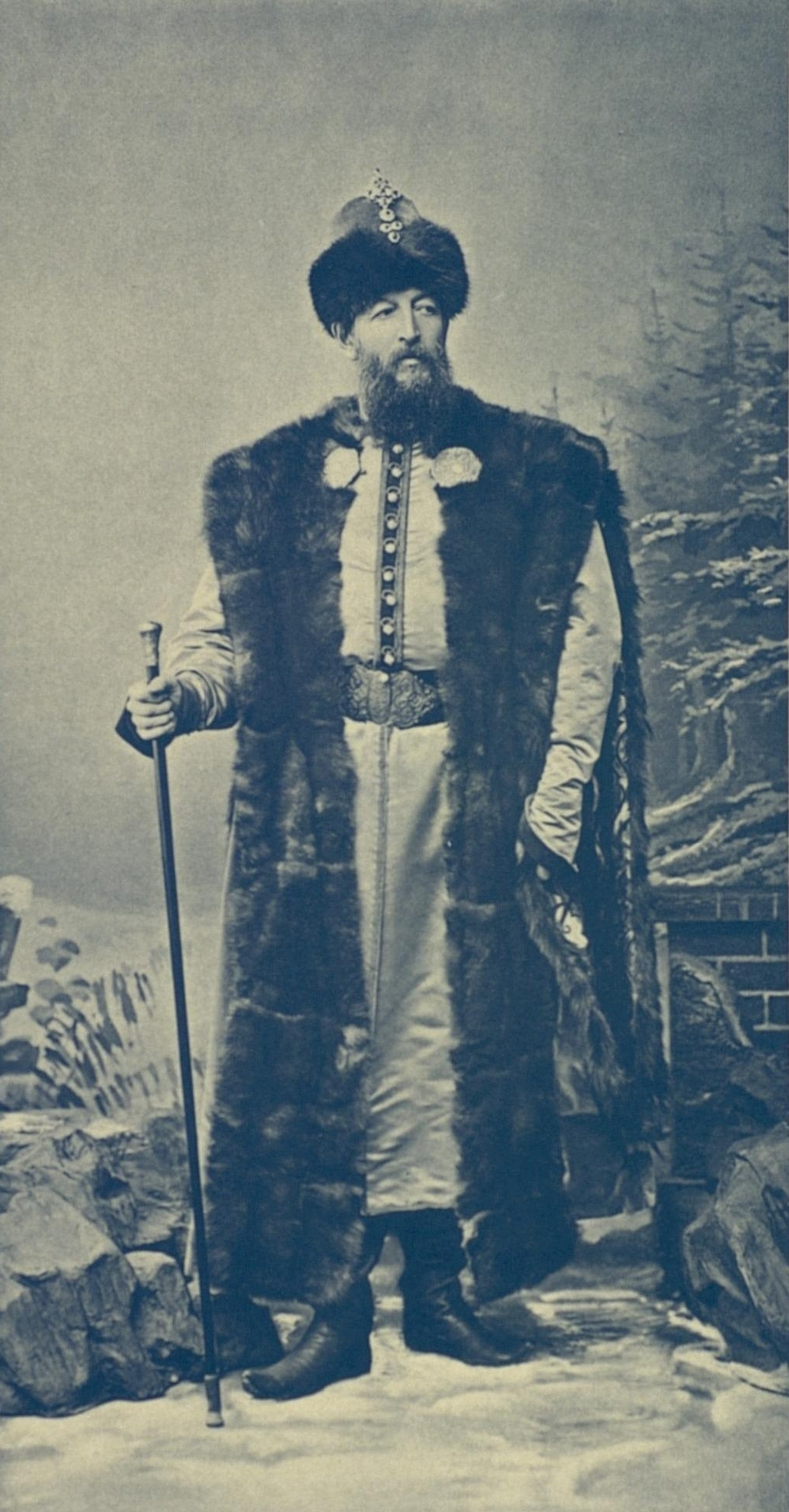
На костюмованому балу 1903 року

У 1881 році обраний почесним мировим суддею Хорольського повіту, Полтавської губернії, і того ж року призначений чиновником особливих доручень V класу при Міністерстві юстиції. У 1883 році наданий у церемоніймейстери Двора Його Величності і здійснений дійсними статськими радниками. У тому року обраний миргородським повітовим предводителем дворянства й у цій посаді пробув до 1889 року. Того ж 1889 року, 19 жовтня, був обраний предводителем дворянства Полтавської губернії; 20 грудня 1891 року був призначений саратівським губернатором.
У 1895 році був наданий у шталмейстери. Під час перебування Мещерського на посаді губернатора у Саратові було відкрито велику кількість освітніх закладів різної спрямованості: Боголюбівське малювальне училище, фельдшерська школа, курси фотографів-аматорів, школа дорожнього будівництва, школа-притулок для сліпих дітей, поєднане механічне та хіміко-технічне училище та комерційне училище, жіночі курси; засновано Товариство тверезості, яке займалося пропагандою здорового способу життя, боротьбою з пияцтвом, азартними іграми, курінням та лихослів'ям. Князь особисто контролював геологорозвідувальні роботи в саратівському Поволжі, в ході яких передбачалося виявити поклади залізняку і кам'яного вугілля.
За десять років свого губернаторства шталмейстер двору Його Імператорської величності перетворив Саратов на полігон з випробовування всього нового, модного і передового. Місцеві консерватори наполегливо чинили опір нововведенням і скаржилися на князя-губернатора цареві, проте він продовжував курс на впровадження нововведень, за що наприкінці правління його обрали почесним громадянином Саратова. Водночас Мещерський сприяв занепаду Саратовської архівної комісії — виселив краєзнавців та істориків із будівлі губернських присутніх місць до сараю поруч зі стайнею, а потім через відсутність підтримки видавничої діяльності мало не розформував її.
|  | «Як жартома називали його місцеві дотепники, князь Бебе (від французького - дитина, крихітка), був одним із найдовговічніших саратовських губернаторів: він керував нашою губернією рівно десять років, із червня 1891 року і по червень 1901 року <...> Одружений із дуже багатою графинею Марією Олексіївною Мусіною-Пушкіною та бездітний, він не мав потреби в службі, а служив заради кар'єри, заради честі. Виглядав значно молодшим за свої роки. Згодом з'ясувалася причина цієї моложавості, яка стала відомою всьому місту: князь Бебе фарбував свою шевелюру і в такий спосіб затушовував сивину, що починала пробиватися. Він мав успіх у жінок, і його витівки в цьому напрямку були відомі всім». |

## Родина

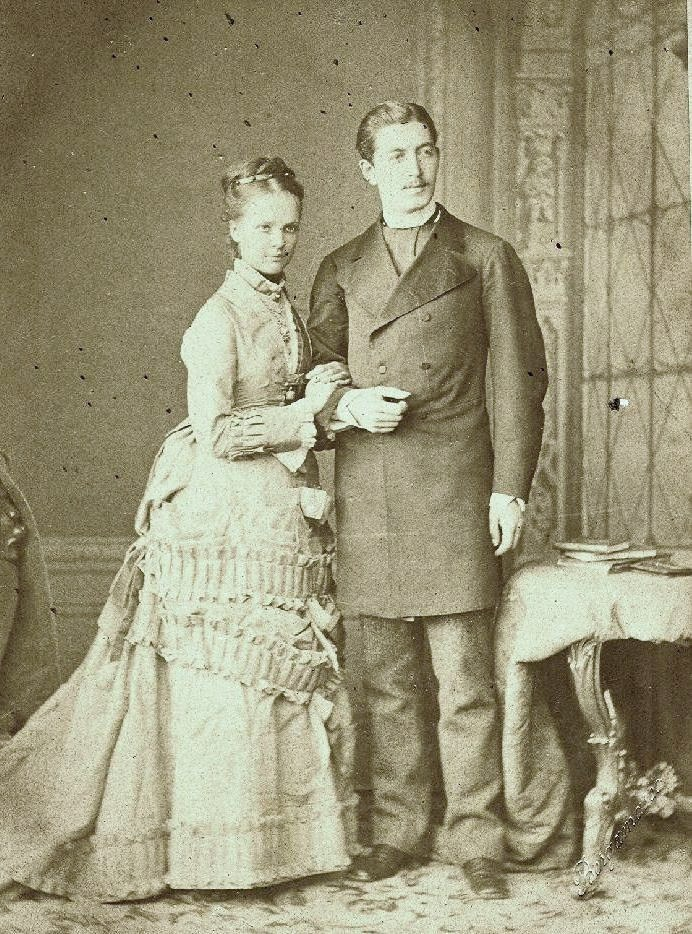
Марія та Борис Мещерські

Дружина (з 31 січня 1874 року) — графиня Марія Олексіївна Мусіна-Пушкіна (30.01.1854 — 04.11.1924), фрейліна двору (1873), єдина дочка графа Олексія Івановича Мусіна-Пушкіна та його дружини Любові Олександрівни, уродженої Кушелевої-Безбородько. Хрещена 6 березня 1854 року в Сергіївському соборі під час хрещення великої княгині Ольги Миколаївни, в особі якої були присутні графиня О. Д. Кушелева. Д. Кушелева і граф А. Г. Кушелев-Безбородько. Була чоловікові троюрідною сестрою. Вінчання було в Петербурзі в Пантелеймонівській церкві. Була відома своєю громадською та благодійною діяльністю. Зі спогадів Івана Славіна:
|  | «З княгинею М. А. Мещерською мені довелося разом працювати в дирекції музичного товариства, в якій вона була головою, а я - її помічником. Завдяки головним чином її старанням наше відділення отримало у власність казенне місце на розі Німецької та Микільської вулиць, де згодом було споруджено будівлю консерваторії. Її заслуги в цьому були визнані міською думою, яка обрала її почесною громадянинкою м. Саратова. Княгиня М. А. Мещерська була першою і останньою жінкою, удостоєною такого обрання, і, здається, навіть єдиною в імперії». |